# Jacob Spoonley
Jacob Spoonley (Palmerston North, 3 marzo 1987) è un ex calciatore neozelandese, portiere.

## Palmarès

### Club

#### Competizioni nazionali
- Campionato neozelandese: 2

Auckland City: 2008-2009, 2014-2015

#### Competizioni internazionali
- OFC Champions League: 5

Auckland City: 2008-2009, 2010-2011, 2011-2012, 2012-2013, 2014-2015, 2016

#### Individuale
- New Zealand Young Player of the Year: 1

2007
- Miglior Portiere O-League: 1

2012